# Cratere Koch
Koch è un cratere lunare di 94,7 km situato nella parte sud-occidentale della faccia nascosta della Luna.
Il cratere è dedicato al medico tedesco Robert Koch.

## Crateri correlati
Alcuni crateri minori situati in prossimità di Koch sono convenzionalmente identificati, sulle mappe lunari, attraverso una lettera associata al nome.
| Koch | Coordinate             | Diametro (in km) |
| ---- | ---------------------- | ---------------- |
| R    | 44°09′36″S 146°27′36″E | 23,07            |
| U    | 41°42′S 147°42′E       | 26,72            |